# Bazylika katedralna Wniebowzięcia Najświętszej Maryi Panny w Sosnowcu
Bazylika katedralna Wniebowzięcia NMP w Sosnowcu – kościół parafialny zbudowany w 1899 r. w stylu eklektycznym, na planie krzyża łacińskiego, typu bazylikowego. Od 25 marca 1992 r. pełni funkcję katedry biskupa rzymskokatolickiej diecezji sosnowieckiej.

## Historia kościoła
Najważniejsza świątynia katolicka Sosnowca była budowana w latach 1893–1899 według projektu architekta warszawskiego Karola Kozłowskiego. W 1896 r. oddano do użytku wiernych dolną kaplicę, a w 1898 r. zakończono prace budowlane. Dnia 3 czerwca 1899 r. biskup kielecki Tomasz Kuliński ustanowił Parafię Wniebowzięcia Najświętszej Maryi Panny w Sosnowcu. Erygowano ją dzięki wyodrębnieniu z Parafii świętego Stanisława Biskupa i Męczennika w Czeladzi. Pierwszym proboszczem został ksiądz Dominik Roch Milbert. 29 października 1899 r. dokonano poświęcenia budowli, ale prace wykończeniowe nad wyposażeniem świątyni trwały do początku XX wieku. W 1901 r. oddano do użytku plebanię, a 29 października 1910 r. uroczystego poświęcenia kościoła dokonał biskup kielecki Augustyn Łosiński. W 1924 r. z inicjatywy proboszcza parafii księdza  szambelana Franciszka Ksawerego Plenkiewicza przebudowano mur oporowy placu kościelnego położonego  przy ulicy Kościelnej, wkomponowując w niego punkty handlowo-usługowe. 
Decyzją Ojca Świętego Jana Pawła II, po utworzeniu 25 marca 1992 r. diecezji sosnowieckiej, kościół parafialny pod wezwaniem Wniebowzięcia NMP w Sosnowcu został podniesiony do godności Katedry Biskupa Sosnowieckiego.
Tytuł Bazyliki Mniejszej sosnowiecka katedra otrzymała na mocy uprawnień udzielonych przez Ojca Świętego Jana Pawła II na podstawie reskryptu Kongregacji ds. Kultu Bożego i Dyscypliny Sakramentów z 28 października 1999 r., a jego uroczyste ogłoszenie nastąpiło w 2000 r.. 

## Opis budynku

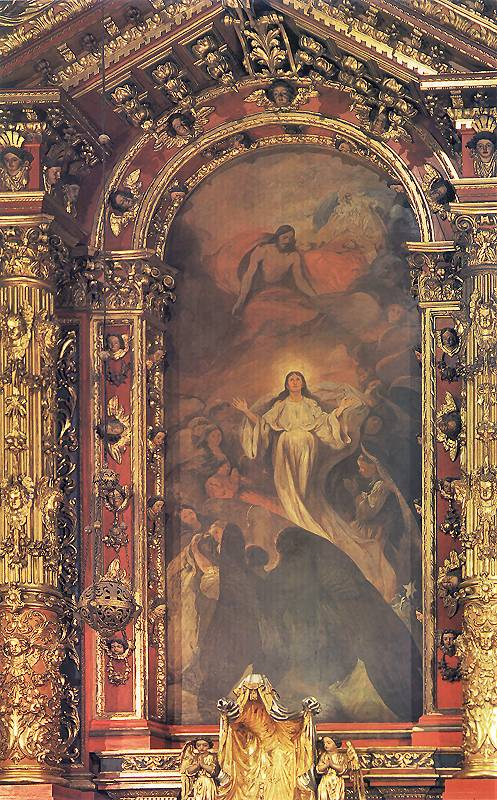
Obraz Wniebowzięcie Najświętszej Maryi Panny autorstwa Włodzimierza Tetmajera w katedrze w Sosnowcu.

Świątynia została urządzona w stylu neoromańskim z elementami neogotyckimi. Jest monumentalną, trójnawową bazyliką z transeptem oraz z dolnym kościołem, pełniącym obecnie funkcję krypty z grobami biskupów sosnowieckich. Ceglany kościół wybudowany został na rzucie krzyża łacińskiego. Po bokach prezbiterium oraz wieży znajdują się pomieszczenia dodatkowe, mieszczące zakrystię oraz kruchty boczne. Następne cztery aneksy pomocnicze wybudowane na rzucie ćwierćkoła umieszczono pomiędzy ramionami transeptu. W fasadzie dominuje potężna wieża, kryta ostrosłupowym hełmem. Druga, znacznie mniejsza wieża występuje na przecięciu się naw i pełni rolę sygnaturki. Oszkarpowane elewacje,  wzbogacone zostały fryzami arkadowymi, w partiach transeptu dodatkowo jeszcze trójkątnymi szczytami, flankowanymi pinaklami. Istotnym elementem dekoracji elewacji są obramienia otworów okiennych oraz architektoniczne portale, wykonane w piaskowcu. Układ wnętrza jest rozwiązany trójstrefowo. W dolnych partiach zaprojektowano arkady międzynawowe, spoczywające na masywnych kolumnach, wyżej znajdują się tryforia, a u góry strefa okien. Okna, blendy, triforia, arkady międzynawowe oraz inne otwory zamknięte zostały łukiem półkolistym (w transepcie występują duże okna rozetowe). Ściany naw bocznych artykułowane zostały pilastrami. Kościół ma sklepienie krzyżowo-żebrowe, na przecięciu się naw występuje kopuła na pendentywach. 

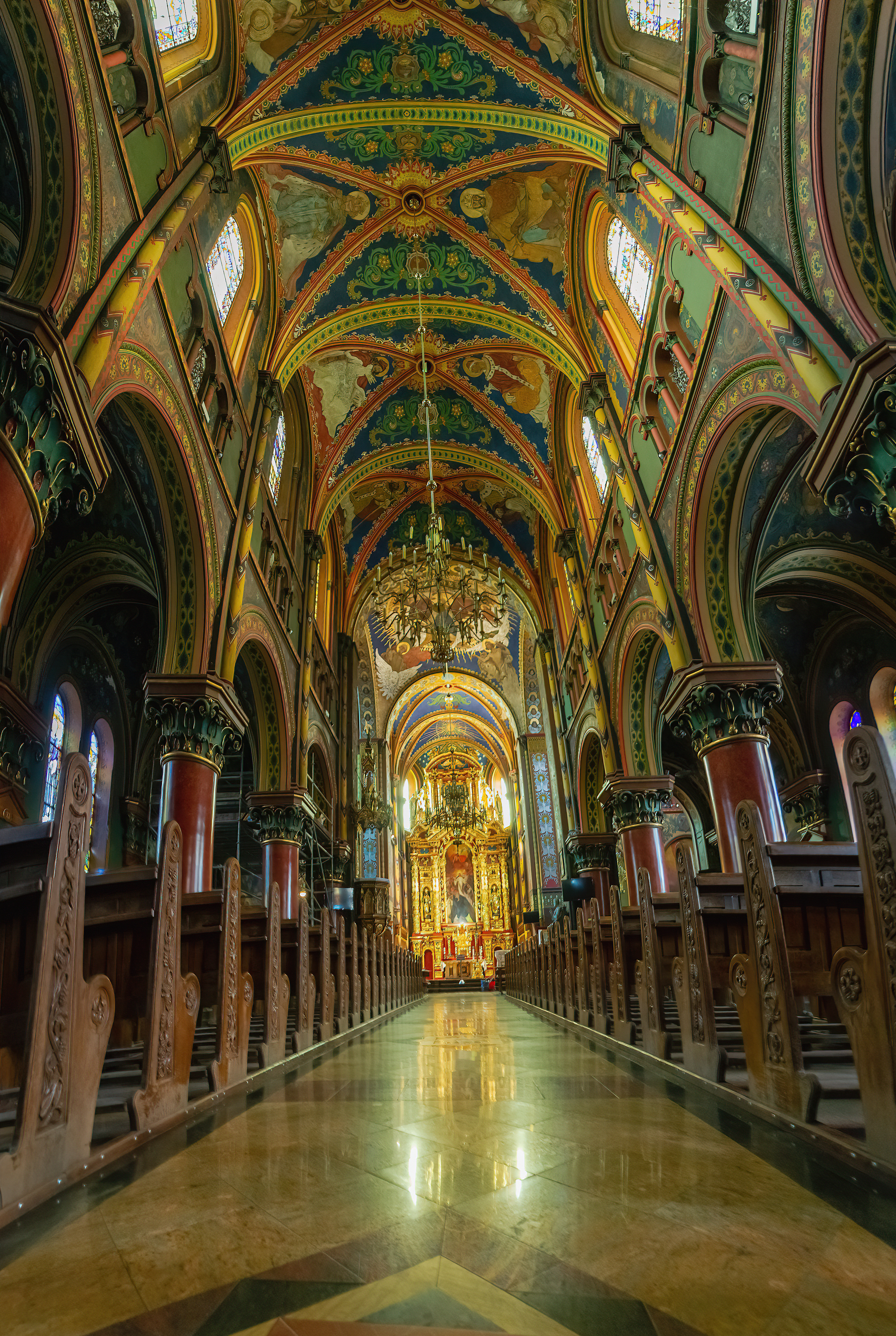
Wnętrze Katedry

Wyposażenie katedry w większości wykonane zostało na początku XX wieku (do 1910 r., kiedy to konsekrowano świątynię). Stylistycznie jest ono odzwierciedleniem eklektycznego stylu świątyni. Do ważniejszych jego elementów zaliczyć możemy neomanierystyczny ołtarz główny, (kopia ołtarza z kościoła Bożego Ciała w Krakowie) z obrazem Wniebowzięcia Najświętszej Maryi Panny, pędzla Włodzimierza Tetmajera, neoromańską ambonę i chrzcielnicę (ta pierwsza dłuta znakomitego rzeźbiarza Pawła Turbasa), neobarokowe ołtarze boczne poświęcone Matce Bożej Nieustającej Pomocy oraz św. Zycie, namalowane według barokowych wzorów stacje drogi krzyżowej oraz liczne witraże wykonane w latach 1932–1938 w słynnej Pracowni Krakowskich Zakładów Witraży i Mozaik S. G. Żeleński. Ozdobne przeszklenie z licznymi wizerunkami Świętych Pańskich zaprojektował artysta Jan Bukowski z Krakowa w stylistyce młodopolskiej oraz sztuki art déco.
Najcenniejszym elementem wystroju świątyni jest młodopolska polichromia autorstwa Włodzimierza Tetmajera i Henryka Uziembły. Powstała ona w latach 1904–1906. Dekoracja malarska pokrywa powierzchnię 3164 m². Znajduje się na ścianach i sklepieniach naw, transeptu, prezbiterium, przedsionków oraz w zakrystii. Polichromia posiada bogatą i rozbudowaną ikonografię, związaną z wezwaniem kościoła, z historią Polski, z historią i wybitnymi postaciami Kościoła oraz licznymi świętymi i błogosławionymi. Uzupełniają ją liczne motywy zdobnicze, oparte na ornamentach roślinnych, głównie kwiatowych. 

## Miejsce pamięci
Na placu przykatedralnym umieszczono kapliczkę poświęconą potyczce Powstańców Styczniowych, którzy 7 lutego 1863 r. walczyli z wycofującym się oddziałem carskim. W 1909 r. upamiętniono Juliusza Słowackiego, wmurowując na ścianie kościoła tablicę w 100. rocznicę jego urodzin, a w 1919 r. w ten sam sposób uczczono Jana Kilińskiego. 11 listopada 1993 r. na budynku odsłonięto tablicę upamiętniającą zagłębiowskich harcerzy poległych w walkach o niepodległość Polski w latach 1914–1920. Dnia 13 lutego 1994 r. uczczono żołnierzy Armii Krajowej, obrońców Ojczyzny poległych w walce z okupantem, wywiezionych, deportowanych i zamordowanych w latach 1939–1956, a 22 listopada 1997 r. doktora Józefa Czajkowskiego pierwszego prezesa Towarzystwa Lekarskiego Zagłębia Dąbrowskiego oraz pomordowanych podczas wojen i tych co odeszli lekarzy Ziemi Zagłębiowskiej. W lutym 1998 r. wmurowano tablicę składającą hołd żołnierzom Narodowych Sił Zbrojnych, którzy oddali swe życie za wolność i niepodległość Polski w latach 1939–1956. Z inicjatywy Związku Sybiraków w 1995 r. umieszczono tablicę ku pamięci ofiar carskiego i sowieckiego terroru, więźniów, katorżników, łagierników i zesłańców na Sybir i stepy Azji.          W 1999 r. upamiętniono wizytę duszpasterską papieża Jana Pawła II w diecezji sosnowieckiej podczas VII pielgrzymki do Polski. W 2001 i 2009 r. uczczono obecność w kościele w dniach 20–21 maja 1967 r. w czasie obchodów Milenium Chrztu Polski kardynała Stefana Wyszyńskiego i arcybiskupa Karola Wojtyły, odsłaniając płyty okolicznościowe. W kruchcie katedry znajduje się tablica z popiersiem poświęcona Karolowi Kozłowskiemu, architektowi warszawskiemu, projektantowi m.in. katedry i plebanii w Sosnowcu, teatru w Lublinie, filharmonii w Warszawie, kościoła w Miastkowie koło Garwolina. Dnia 11 października 2008 r. na placu katedralnym, po stronie południowej, został pochowany pierwszy sosnowiecki biskup diecezjalny Adam Śmigielski. 3 kwietnia 2016 r. nastąpiło uroczyste odsłonięcie tablicy poświęconej ofiarom tragedii smoleńskiej na ścianie bazyliki katedralnej. 18 listopada 2021 r. na placu katedry Wniebowzięcia Najświętszej Maryi Panny w Sosnowcu odsłonięto pomnik poświęcony „Funkcjonariuszom służb mundurowych, urzędnikom państwowym i samorządowym, którzy poświęcili swoje życie w służbie Bogu, niepodległej ojczyźnie i społeczeństwu”.  
30 grudnia 1994 r. katedra, plebania i mur oporowy z pomieszczeniami handlowymi przy ulicy Kościelnej w Sosnowcu zostały wpisane na listę zabytków.  
W nocy z 28 na 29 października 2014 r. w kościele miał miejsce pożar, w wyniku którego doszło do całkowitego zniszczenia dachu i uszkodzenia polichromii. Dzięki ofiarności osób i instytucji z całej Polski udało się go odbudować wraz z wieżyczką. Trwają prace konserwatorskie przy polichromiach.